# Корженевский, Николай Леопольдович
Никола́й Леопо́льдович Коржене́вский (6 [18] февраля 1879, село Завережье, Витебская губерния — 31 октября 1958, Ташкент) — российский и советский путешественник, географ, геоморфолог и гляциолог, доктор географических наук (1937), член-корреспондент Академии наук Узбекской ССР (1947), заслуженный деятель науки Узбекской ССР (1939). Профессор, заведующий Кафедрой физической географии Среднеазиатского университета с 1937. Действительный член Всесоюзного Географического общества СССР.

## Биография

### Детство и юность
Отец Леопольд Корженевский имел литовско-белорусские корни и происходил из дворян Корженёвских Ковенской губернии, мать была полькой. Детство прошло в Костромской губернии, где его отец — любитель охоты — привил юноше любовь к исследованию природы. Болезнь и смерть отца разрушили планы поступления в университет, поэтому после окончания реального училища Николай поступил в Киевское военное училище, которое с отличием окончил в 1901 году. Имея возможность выбрать любое место военной службы в Центральной России, он пишет рапорт о желании служить в Туркестанском крае, который совсем недавно стал новым колониальным приобретением России. Рапорт был удовлетворен и молодому офицеру предписано отбыть к месту службы в далекий уездный городок Ош на окраине Российской Империи в предгорьях Памира.
Испытав трудности и не без «приключений», он добирался до места своей будущей службы через Кавказ, Каспийское море, далее по Закаспийской железной дороге через Самарканд и Ташкент в Ферганскую область в городок Ош.

### Служба в Оше
Ош расположен в восточной части Ферганской долины и в начале XX века здесь жило около пятнадцати тысяч жителей — узбеков, таджиков, русских и других, а также стоял гарнизон русских войск. По прибытии к месту службы 22-летний офицер Николай Корженевский был радушно встречен своими будущими начальниками — командиром батальона Сергеем Андреевичем Топорниным и уездным начальником — полковником Василием Николаевичем Зайцевым, до того бывшим первым командиром Памирского отряда и строителем пограничного Памирского поста. Топорнин и Зайцев ввели Корженевского в офицерский круг, материально поддержали его на первых порах и помогли обустроиться на новом месте.
Помимо военной службы энергичный и деятельный офицер в свободное время из подручных средств изготовил небольшую динамо-машину для освещения своей квартиры и квартир некоторых своих знакомых, занимался физическими опытами и усовершенствованиями использовавшихся тогда для освещения улиц газолильных (селеновых) фонарей. В 1902 он при поддержке своего военного командования разработал и смонтировал две гелиотелеграфные станции для двусторонней связи Оша с Джалал-Абадом.
Николай Корженевский в свободное время также много читал, занимался самообразованием: серьёзно изучил астрономию, геодезию, метеорологию, геологию, гляциологию, ботанику, а также некоторые прикладные специальности, например, телеграфное дело. Всё это в дальнейшем помогало ему квалифицированно и глубоко вести исследовательскую работу во время своих экспедиций в горах Центральной Азии.

## Исследование гор Центральной Азии

### Первая Памирская экспедиция 1903
В 1903 военное командование направило Корженевского на Памир для нужд сменного Памирского отряда. Целью командировки была организация беспроволочного телеграфа Памирского отряда с командованием в Оше. Выступил Корженевский на Памир обычным в то время маршрутом через озеро Капланкуль и затем углубился в малоизученные области Памира. Поднявшись на перевал Талдык высотою 3615 метров, Корженевский обнаружил Памятный столб с именами людей, принявших участие в проектировании и прокладке дороги по Памиру. Это были подполковник Бронислав Громбичевский, инженеры путей сообщения Мицкевич, Бураковский, Зараковский и подпоручик Ирмут. Долгое европейцы полагали, что первую колесную дорогу через перевал Талдык построили в 1916 пленённые в Первой мировой войне австрийцы. Дневник Корженевского свидетельствует о другом: первая колесная дорога из Ферганской в Алайскую долину проложена 22 годами ранее — ещё в 1894, и построили её русские саперные части. Позднее эта часть колесной дороги по Памиру получила название «Старый Памирский тракт».
За лето 1903 исследователь верхом на лошади и пешком прошел около 1500 километров по Восточному Памиру, Вахану и Шугнану, определил барометрически высоты нескольких десятков пунктов, собрал богатейший гербарий высокогорных растений. Флористический сбор 1903 был настолько велик и разнообразен, что в дальнейшем коллекцию Корженевского использовала при создании Сводных работ по флоре Центральной Азии русская путешественница, географ и ботаник Ольга Федченко.
В Вахане и Ишкашиме Корженевский обнаружил и описал многочисленные крепости огнепоклонников, относящихся к домусульманской эпохе. Большинство этих крепостей до настоящего времени не сохранились. Обогнув юго-западную часть Памира через Ишкашим, Хорог и Джиланды, исследователь вышел в долины Восточного Памира и уже знакомым путём вернулся в Ош.
За научные результаты первого памирского путешествия Корженевский был избран Действительным членом Общества землеведения.
В дальнейшем с 1903 по 1928 Корженевский совершил одиннадцать путешествий и экспедиций в различные районы Памира и соседнего Тянь-Шаня.

### Памирские экспедиции 1904—1905
В следующем, 1904 году, Корженевский совершил два похода в среднее течение реки Муксу, где он собрал богатые коллекции горных пород и открыл на хребте Петра Великого крупный ледник, названный им ледником Ивана Мушкетова, которого чтил как своего учителя в географии.
Во время экспедиции 1905 Н. Корженевский впервые сделал зарисовку и две фотографии одной из высочайших вершин Таджикистана, позже названной пиком Кауфмана, который ныне имеет название пик Абуали Ибн Сина и достигает высоты 7134 метра.

### Женитьба. Корженевские-путешественники
В 1905 он женился на дочери командира 10-го Туркестанского стрелкового батальона полковника Сергея Андреевича Топорнина — Евгении, которая в дальнейшем путешествовала с мужем, делила с ним все тяготы и трудности походной жизни, активно помогала в исследованиях и в обработке экспедиционных материалов. Венчаясь, невеста взяла фамилию будущего мужа. Отец Евгении не препятствовал желанию молодых продолжить вместе путешествия по малоисследованному краю, и оказывал посильную материальную поддержку экспедициям Корженевских по Памиру.

## Поездка в Европу 1909
В 1909 Николай Корженевский закончил Военно-интендантский курс Императорской Николаевской Военной Академии и был назначен интендантом во 2-ю Туркестанскую стрелковую бригаду в город Скобелев, где прослужил до начала Первой мировой войны (1914).
Но прежде чем вернуться в Центральную Азию, используя положенный служебный отпуск, Николай вместе с женою в 1909 совершает путешествие по Европе. Вначале супруги посетили Австрию и Швейцарию, чтобы ознакомиться с альпийскими «классическими ледниками». После величественных гор, рек, ущелий и ледников Памира небольшие и легкодоступные ледники Бернских Альп не произвели на Николая Корженевского должного впечатления. «Что это за ледник, на который можно подъехать в [запряженной лошадьми] коляске?!» — вспоминала ироничное замечание мужа Евгения Сергеевна. Из Швейцарии супруги Корженевские выехали в Италию. Здесь они посетили города Геную, Рим, Неаполь и другие. Николай и Евгения вместе совершили восхождение на Везувий и поднялись к кратеру вулкана, который извергался последний раз три года назад в 1906. Чрезвычайно интересно было посмотреть свежие следы вулканической деятельности.

## Продолжение исследований гор Памира и Тянь-Шаня
По возвращении в Центральную Азию Николай и Евгения Корженевские продолжили экспедиционные исследования гор Памира. В знак своей любви и глубокой признательности супруге Николай Корженевкий назвал одну из красивейших гор высотою более 7 тыс. метров в верховьях реки Муксу, впервые увиденную им 22 августа 1910 во время своей очередной экспедиции — «Пиком Евгении Корженевской».
В 1912 Корженевский получает назначение в город Скобелев, как с 1910 года называлась Фергана. Семья перебралась из Оша на новое место жительства и, как только наступило лето, Корженевские вновь отправились в экспедицию по Памиру.

### Первая мировая война, Октябрьская социалистическая революция и Гражданская война
Исследовательскую работу Корженевских в Центральной Азии прервала в сентябре 1914 года Первая мировая война. С 1914 по 1916 год Корженевский был в действующей армии на Западном фронте в составе I-го Туркестанского корпуса. В марте 1917 года он вернулся домой в Скобелев (Фергану) в чине полковника. Здесь он узнаёт, что у жены Евгении случились неприятности из-за сочинённых ею революционных стихов.
После того, как в Туркестанском крае к власти пришли большевики, началась Гражданская война.
Бывший полковник бывшей «царской» армии встретил у новых властей весьма прохладное и настороженное отношение. У Николая Корженевского наступил тяжёлый душевный кризис — из его друзей кто-то воевал на стороне «белых», кто-то эмигрировал, кого-то расстреляли органы ВЧК, кто-то не выдержав, застрелился. Николая Корженевского спасли забота жены и увлечение наукой. Надо было начинать новую жизнь в новой стране «победившей диктатуры пролетариата».
Директор «школы старшей ступени» в Фергане Яхонтов, хорошо относившийся к чете Корженевских, пригласил Николая Леопольдовича на должность учителя физики, туркестановедения и космографии. Евгении же предоставил место учительницы немецкого и французского языков. В дальнейшем Евгения Корженевская работала в учебных заведениях Оша, Ферганы, Ташкента. В преклонном возрасте Евгения Сергеевна помогала школьникам в изучении французского и немецкого языков, а также интересовалась всем, что связано с Памиром.

### В Рабоче-крестьянской Красной армиии Туркестанском университете
Профессиональный военный интендант Корженевский был замечен командующим Туркестанским фронтом Михаилом Фрунзе. Корженевского в 1920 пригласили приехать в Ташкент и здесь он получил от Фрунзе приглашение стать Начальником снабжения Туркестанского фронта в частях Рабоче-крестьянской Красной армии как привлеченный к сотрудничеству с советской властью «военспец». После некоторых колебаний и по совету жены Николай Корженевский принял предложение. В должности начснаба фронта Николай Леопольдович проработал около десяти лет до 1928, после чего его направили на военно-педагогическую работу по подготовке кадров РККА.
Одновременно с военным назначением Корженевского ввели и в состав организационной ячейки по формированию в Туркестанском университете военного факультета: квалификационная Комиссия университета утвердила его в должности профессора по кафедре географии. Новые назначения очень помогли семье Корженевских в материальном плане — время было голодное.

### Продолжение исследований Памира. Университетская деятельность
С 1928 Корженевский руководил крупными комплексными научными экспедициями, принимая активное участие в работах Среднеазиатского гидрометеорологического института. Он совершил пять исследовательских экспедиций на ледники Памира. Он также являлся одним из основателей Среднеазиатского государственного университета, — впоследствии получившего название Ташкентский государственный университет. Стал заведующим кафедрой физической географии географического факультета этого университета.
Николай Леопольдович Корженевский умер в Ташкенте в 1958 году и похоронен на Боткинском кладбище города.

## Научные открытия
В своих экспедициях лично открыл и изучил более 70 крупных ледников Центральной Азии, описал ряд горных вершин на Памире и Тянь-Шане, провел геоморфологические наблюдения, внес уточнения в орографию горной страны Памир, собрал минералогические коллекции.
Его исследования большей частью посвящены решению проблем физической географии Центральной Азии, геоморфологии горных районов и, в особенности, оледенению Памира.
Стал одним из лучших знатоков Памира первой половины XX века. Мировую известность учёному принесла составленная им в 1928 уникальная Карта-схема Памира, на которой исследователем был впервые нанесен большой меридиональный хребет, названный Корженевским «Хребтом Академии наук СССР». Это крупное открытие стало достоянием мировой географической науки.
Собрал и систематизировал богатый материал по геоморфологии и оледенению большей территории Памира.
Впервые описал «вечные» пласты льда на восточном берегу озера Кара-Куль.
В 1930 ученый составил «Каталог ледников Средней Азии».

## Память
В честь Николая Леопольдовича Корженевского названы:
- Ледник Корженевского I — в Заалайском хребте
- Ледник Корженевского II — в хребте Кокшалтау
- Ледник Корженевского III — в Заилийский Алатау
- Пик Корженевского — гора в Заалайском хребте в Центральной Азии

## Награды и звания
С 1903 — Действительный член Общества земледелия России.
В 1921—1928 годах избирается профессором кафедры географии, а затем факультета общественных наук и физико-математических наук Среднеазиатского государственного университета в Ташкенте.
С 1931 — Действительный член Всесоюзного Географического общества.
В 1937 по совокупности имеющихся работ без защиты диссертации утвержден доктором географических наук.
В 1939 году присвоено Почетное звание «Заслуженный деятель науки Узбекской ССР».
Награждён четырьмя Почетными грамотами Президиума Верховного Совета Узбекской ССР и орденом Трудового Красного Знамени.
Обладатель значка «Альпинист СССР».